# 튀르키예계 우크라이나인
튀르키예계 우크라이나인(우크라이나어: Турки в Україні, 튀르키예어: Ukrayna'daki Türkler)은 우크라이나에 사는 터키인을 말한다. 주로 메스케티 튀르크인으로 이루어져 있으며 터키 이민자들과 북키프로스 출신 터키계 키프로스인들도 있다.

## 역사
1926년 12월에 실시한 소련 인구 조사에서 오스만 터키인 8,570명이 소련에 산다고 나타났다.
메스케티 튀르크인들은 오스만 제국 시대 이래로 메스케티에 정착해 살던 민족으로, 제2차 세계 대전 이후로 이오시프 스탈린이 터키와의 전쟁에 대비해 이들을 터키와 연계한 밀수 및 강도, 간첩 행위로 문죄하며 메스케티에서 추방했다. 메스케티 튀르크인들은 가축차에 실려 우즈베크 소비에트 사회주의 공화국으로 추방될 때에 수천 명이 목숨을 잃었고, 1989년에는 우즈베크인들이 일으킨 폭동으로 피해를 입었다. 1989년과 1990년에 걸쳐 페르가나 분지에서 있었던 인종 박해 이후 대다수의 메스케티 튀르크인들이 우크라이나로 향했고, 이후에도 많은 사람들이 그들의 친지와 재결합하기 위해 우크라이나로 이주했다. 오늘날에는 약 만여 명의 메스케티 튀르크인이 우크라이나에 있으며, 대부분 헤르손주와 도네츠크주, 크림 자치 공화국, 미콜라이우주에 산다. 이들은 1991년에 우크라이나 시민권을 받았다.
2009년에는 터키 본토 출신 이민자 5,394명이 우크라이나에 살았으며, 2016년 터키 쿠데타 미수 이후 터키의 반체제 인사들이 우크라이나로 피난을 가기도 했다. 2022년 러시아의 우크라이나 침공 이전에는 우크라이나 안의 터키 시민권자가 2만여 명으로 늘어났다.

## 종교
터키계 우크라이나인 대부분은 수니파 이슬람교를 믿으며 소수의 알레비파 신자와 기타 종교 신자, 종교를 믿지 않는 자도 존재한다.
2007년 10월 15일에 트라브존 출신의 터키인 사업가 살리흐 지한의 지원으로 마리우폴에 쉴레이만 1세의 이름을 딴 술탄 쉴레이만 모스크가 문을 열었다.

## 같이 보기
- 크림반도
- 이즈마일